# Ляховский сельсовет
Ляховский сельсовет — упразднённая административная единица на территории Любанского района Минской области Белоруссии.

## Состав
Ляховский сельсовет включал 17 населённых пунктов:
- Александровка — деревня.
- Борок — деревня.
- Горбач — деревня.
- Дубиловка — деревня.
- Жоровка — деревня.
- Запалье — деревня.
- Листенка — деревня.
- Ляховка — деревня.
- Новые Юрковичи — деревня.
- Осовец — деревня.
- Песчанец 1 — деревня.
- Песчанец 2 — деревня.
- Селец — деревня.
- Слободка — деревня.
- Старые Юрковичи — деревня.
- Турок — деревня.
- Фёдоровка — деревня.